# Солідол
Солідол (англ. cup grease, нім. Staufferfett n) — густе мастило (суміш мінеральної оливи й кальцієвого мила) для мащення різних машин і пристроїв. Інша назва — тавот.

## Застосування з лікувальною метою
При псоріазі застосовується мазь на прописі Рибакова, основою якої є жировий солідол.[джерело?]
Сучасні солідолові мазі від псоріазу: Карталін, мазь А. А. Іванова (Антипсор), Цитопсор, Магніпсор, Акрустал, Псоріатінін, Псорікон.[джерело?]